# Cratere Prokofiev
Prokofiev  è un cratere sulla superficie di Mercurio.